# 타르노프스키에구리군

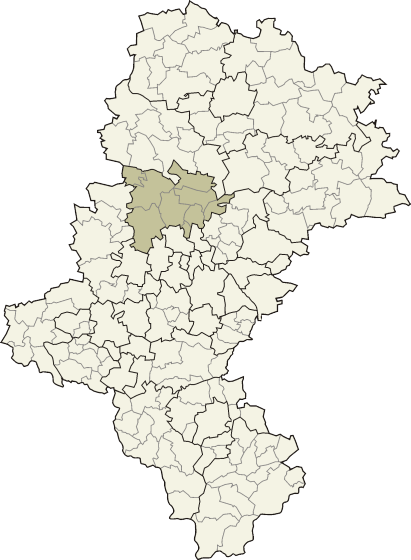
실롱스크주 지도에 표시된 타르노프스키에구리군의 위치

타르노프스키에구리군(폴란드어: powiat tarnogórski)은 폴란드 실롱스크주에 위치한 군으로 군청 소재지는 타르노프스키에구리이며 면적은 642.63km2, 인구는 140,022명(2019년 6월 30일 기준), 인구 밀도는 220명/km2이다.
북쪽으로는 루블리니에츠군, 동쪽으로는 미슈쿠프군, 남동쪽으로는 벵진군, 피에카리실롱스키에시, 남쪽으로는 비톰시, 자브제시, 남서쪽으로는 글리비체시, 글리비체군, 서쪽으로는 오폴레주 스트셸체군과 접한다. 9개 지방 자치체(4개 도시, 5개 농촌)를 관할한다.

군기
군 문장